# سن جين
سن جين (بالصينية: 孫晉) هي لاعبة تنس الطاولة صينية، ولدت في 13 مارس 1980.

## وصلات خارجية
- سن جين على موقع منظمة تنس الطاولة العالمي (الإنجليزية)
- سن جين على موقع أوليمبيديا (الإنجليزية)
- سن جين على موقع اللجنة الأولمبية الصينية (الإنجليزية)